# Sergei Kolyada
Pour les articles homonymes, voir Koliada.
Sergei Avksentevich Kolyada (en russe : Сергеӣ Авксентьевиҷ Коляда) (18 juin 1907 - 16 août 1996) est un artiste soviétique avant-gardiste tardif, paysagiste, portraitiste et peintre de natures mortes.
Remarquables parmi les œuvres de l’artiste, les séries intitulées « Mon Moscou » sont considérées par les critiques d’art Valentina Grigorievna Azarkovitch et Vladimir Ivanovitch Kostin comme un important témoignage des paysages historiques de Moscou déjà disparus ou en voie de disparition sous la pression du « modernisme ».

## Biographie
Sergei Avksentevich Kolyada est né à Moscou le 18 juin 1907. À l’issue de ses études secondaires, à l’âge de 18 ans, il fréquente le studio du célèbre peintre Nikolaï Krymov dont l’enseignement influencera durablement le peintre débutant.
Trois périodes principales caractérisent la carrière de Kolyada. Une première période qu’il est possible de qualifier d’avant-gardiste tardive jusqu'en 1940. Une période surtout dédiée au réalisme soviétique dans un style pictural qualifié d’impressionnisme russe ou impressionnisme tardif. À partir de la fin des années soixante jusqu’à sa disparition, Koliada consacre l’essentiel de son activité artistique à la représentation, en 120 tableaux, de sa vision de Moscou,.
De 1926 à 1930, Kolyada étudie au prestigieux Institut Supérieur des Arts et Techniques (Vhutemas-Vhutein)sous la direction de Sergueï Guerassimov et David Shterenberg. Son tableau de fin d’études (thèse) s’intitule : « L’enterrement des victimes de la Révolution ». En 1930, Kolyada rejoint la société des peintres de chevalet (ru) OST jusqu’à sa dissolution par les autorités en 1932. Il continue cependant à créer des œuvres originales jusqu’en 1940 en dépit de l’interdiction officielle.
Le début de la carrière artistique de Kolyada coïncide avec l’établissement du « réalisme soviétique » comme la seule forme d’art autorisée. En 1945, un grand nombre des peintures de Kolyada y compris de nombreuses œuvres qualifiées d’avant-gardistes tardives créées au cours de ses années d’études aux Vhutemas-Vhutein,, et dans les années suivantes sont détruites dans un incendie suspect à la maison de ses parents près de la ville de Tartsev (région de Smolensk) où il passe ses vacances tous les ans.
À partir de 1947, Kolyada travaille pour le gouvernement en tant que peintre officiel, et crée en même temps des œuvres personnelles qui incluent des paysages, des portraits et des natures mortes. Au cours de sa vie, il n’obtient pas le prestige de certains de ses collègues plus enclins à décrire avec optimisme les conséquences de la Révolution russe. Il conserve cependant son intégrité peut-être au détriment de possibilités de promotion.
Membre fondateur de l’Union des peintres de Moscou Kolyada participe dès 1947 à de nombreuses expositions de groupe. Après la Deuxième Guerre mondiale, il collabore à plusieurs missions artistiques dans la région de « Pouchinsky-gory » puis dans les kolkhozes des environs de Moscou dans les années 1950.
Admis en 1968 dans l’Union des peintres de l’URSS, Kolyada commence alors à peindre les paysages de son « Vieux Moscou », un long travail de patience qu’il continue avec persévérance jusqu’à son décès.
Au cours des dernières années de sa vie, Kolyada voyage, peint et expose en Australie et en France.
Il meurt en 1996 dans sa ville de Moscou à l’âge de 89 ans.

## Expositions
En plus d’une participation à de nombreuses expositions de groupe, en particulier à la Galerie Tretiakov en 1977 et 1980 puis en 1997 au Parlement de la fédération de Russie (Douma) pour le 850e anniversaire de la fondation de Moscou, la longue carrière de Kolyada est marquée par trois importantes expositions personnelles à Moscou en 1980, 1985 et 1994 (Catalogues).
1947 Exposition de groupe - Artistes de la région de Moscou
1949 Exposition de groupe - Moscou
1953 Exposition de groupe - Moscou
1959 Exposition de groupe – Moscou - Peintres portraitistes
1966 Exposition collective: “À la mémoire des défenseurs de Moscou” – Œuvres dédiées au 25e anniversaire de la défaite des troupes fascistes près de Moscou
1968 Exposition de groupe - Artistes de la région de Moscou : "Ma région »
1977 Exposition de groupe: « L’autoportrait dans l’Art russe et soviétique » Galerie Tretiakov - Moscou (Catalogue page 50)
1980 Exposition personnelle – Glinka Museum – Moscou (Catalogue, 70 tableaux)(ru).
1980 Exposition de groupe: “Moscou dans l’art russe et soviétique ”, Galerie Tretiakov - Moscou (Catalogue page 143)
1985 Exposition personnelle – Moscou - En l’honneur de son 75e anniversaire – (catalogue - 75 tableaux)(ru).
1991 Exposition personnelle - Club Russe – Brisbane, Australie.
1991 Exposition de groupe – Nouvelle galerie Trétiakov « Artistes russes dans les années 1920 et 1930 » (Catalogue, 1991, page 60)
1992 Exposition personnelle – Etretat, France
1994 Exposition personnelle "Maison centrale du peintre” - Krimsky-val – Moscou « Moscou; Paris; Etretat »; (Catalogue 120 tableaux)(ru).
1997 Exposition de groupe à la Maison blanche (Douma) pour le 850e anniversaire de la fondation de Moscou Group exhibition at the "White House - Moscow" for the 850th anniversary of the foundation of Moscow .
1999 Exposition personnelle - St Pierre des Corps - Tours, France
2003 Exposition personnelle - St Hilaire de Riez, France
2006 Exposition de groupe – “Museum of Russian Art”, USA - Russian Realism: Art of the 20th Century
2007 (January 8 - April 21) Exposition de groupe - “Museum of Russian Art”, USA - Colors of a Russian Winter
2007 (April 30 - September 1) Exposition de groupe - "Museum of Russian Art", USA - Soviet Bread Basket
2007 (February 19 - May 5) Exposition de groupe - "Museum of Russian Art", USA - The Milkmaids and Friends
2008 Exposition de groupe - “Museum of Russian Art”, USA - Russian Impressionism: On the Edge of Soviet Art
Depuis la disparition du peintre, l’œuvre de Sergei Kolyada reçoit une reconnaissance accrue et de nombreuses marques d’intérêt. En particulier, certains de ses tableaux ont été inclus dans cinq expositions différentes au « Museum of Russian Art – Minneapolis - aux USA de 2006 à 2008.
Une douzaine d’œuvres de Kolyada ont été acquises du vivant de l’artiste par trois musées moscovites, la Galerie d’État Trétiakov, le musée historique de Moscou et le musée Lounatcharsky.
Quelques œuvres sont incluses dans des collections privées aux USA, en Russie, au Royaume-Uni, en Australie et en France.

## Liens
http://www.sergei-arksentevich-kolyada.com
http://reedline.com/Workout/Art.htm
https://www.youtube.com/watch?v=qO7fkPkkEFQ